# 김대철 (축구 선수)
김대철(1977년 8월 26일 ~ )은 대한민국의 축구 선수이며, 포지션은 공격수이다.